# Umbilicaria propagulifera
Umbilicaria propagulifera är en lavart som först beskrevs av Vain., och fick sitt nu gällande namn av Llano. Umbilicaria propagulifera ingår i släktet Umbilicaria och familjen Umbilicariaceae.   Inga underarter finns listade i Catalogue of Life.